# 国道438号
国道438号（こくどう438ごう）は、徳島県徳島市から香川県坂出市に至る一般国道である。

## 概要

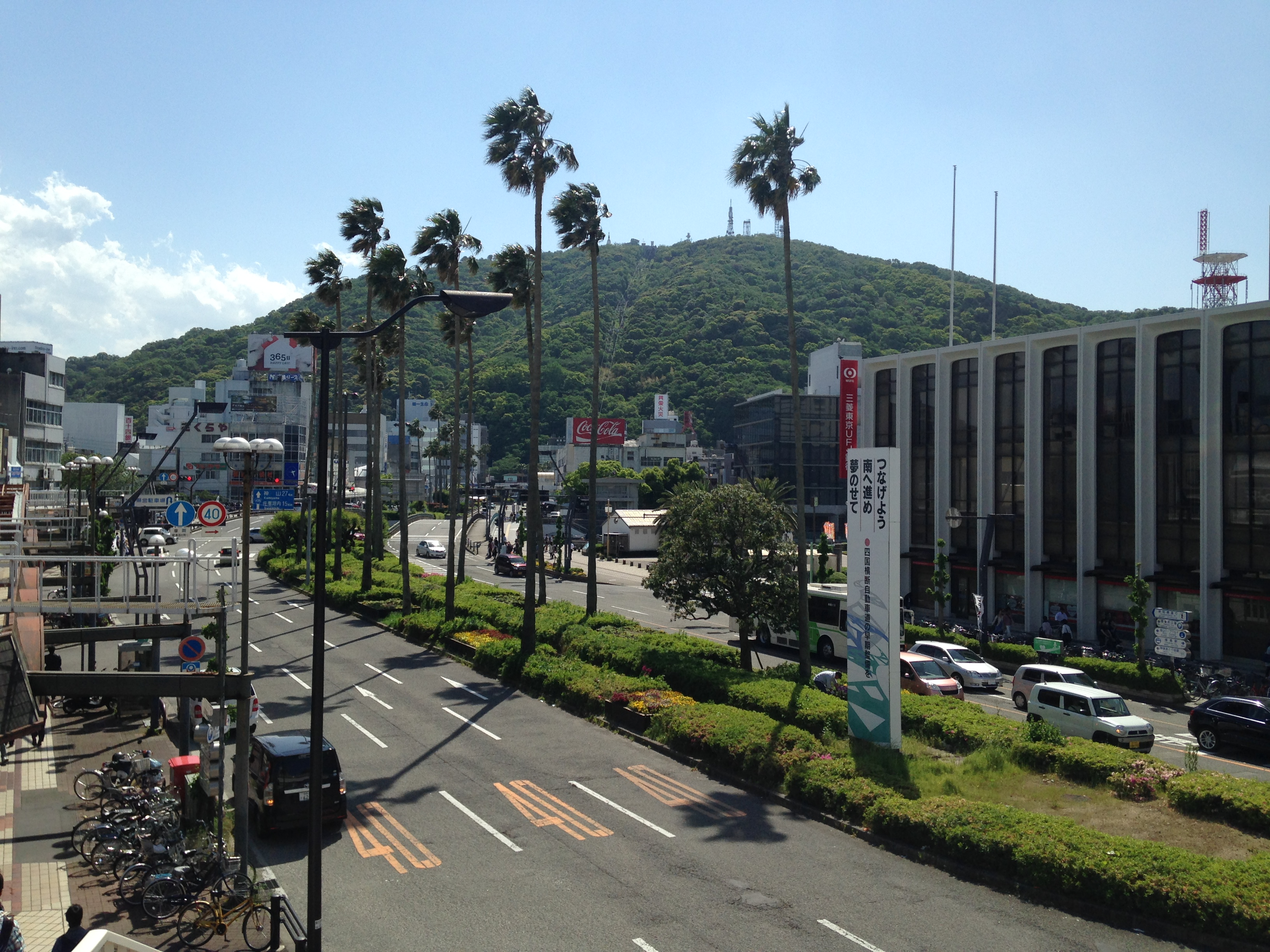
徳島市の元町交差点にある歩道橋から見た国道438号（新町橋通り）と眉山。
JR四国徳島駅前の徳島県道13号徳島停車場線から続くワシントンヤシ並木は、読売新聞社選定の「新・日本街路樹100景」（1994年）に選定されている。

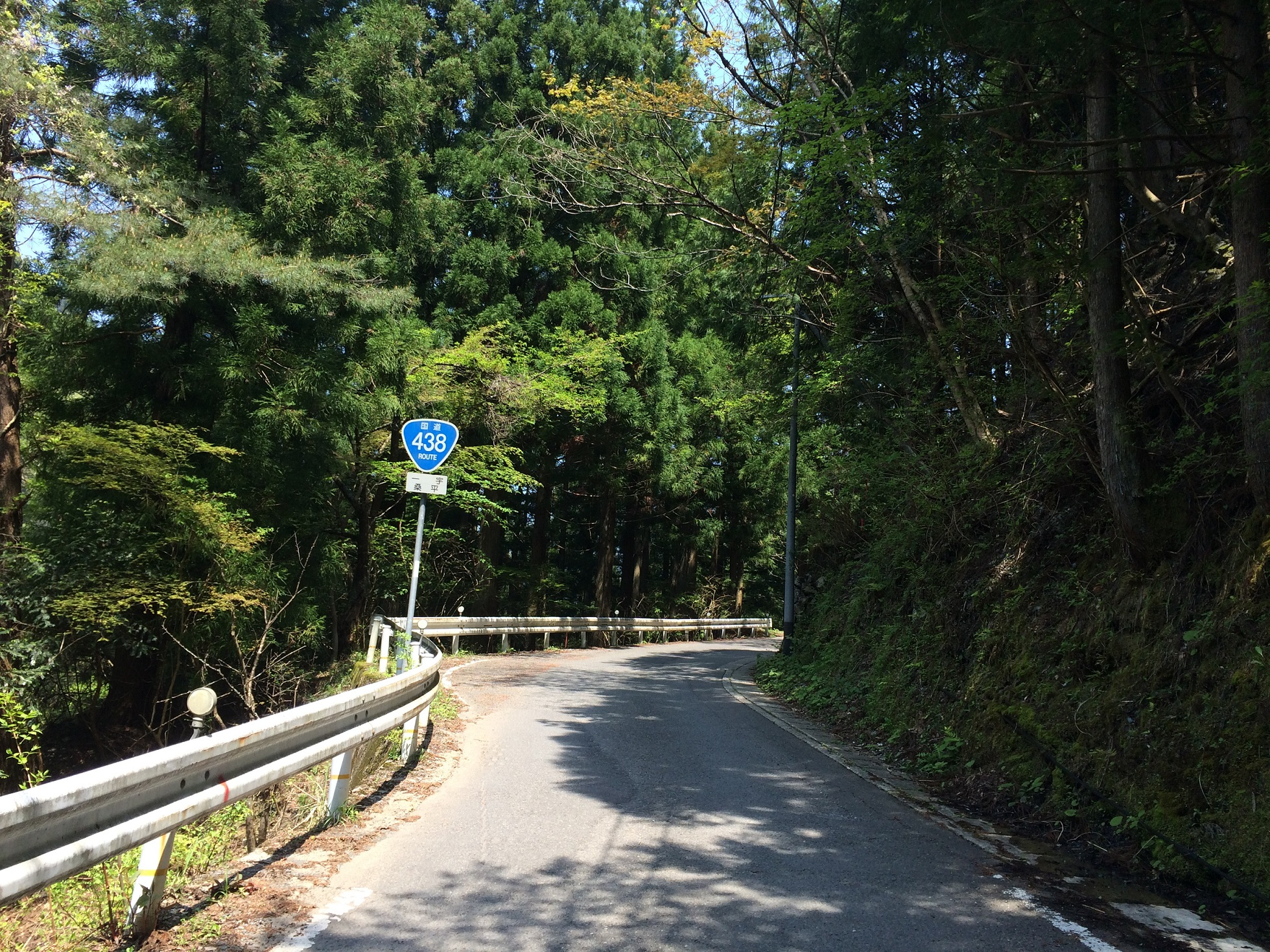
美馬郡つるぎ町一宇桑平

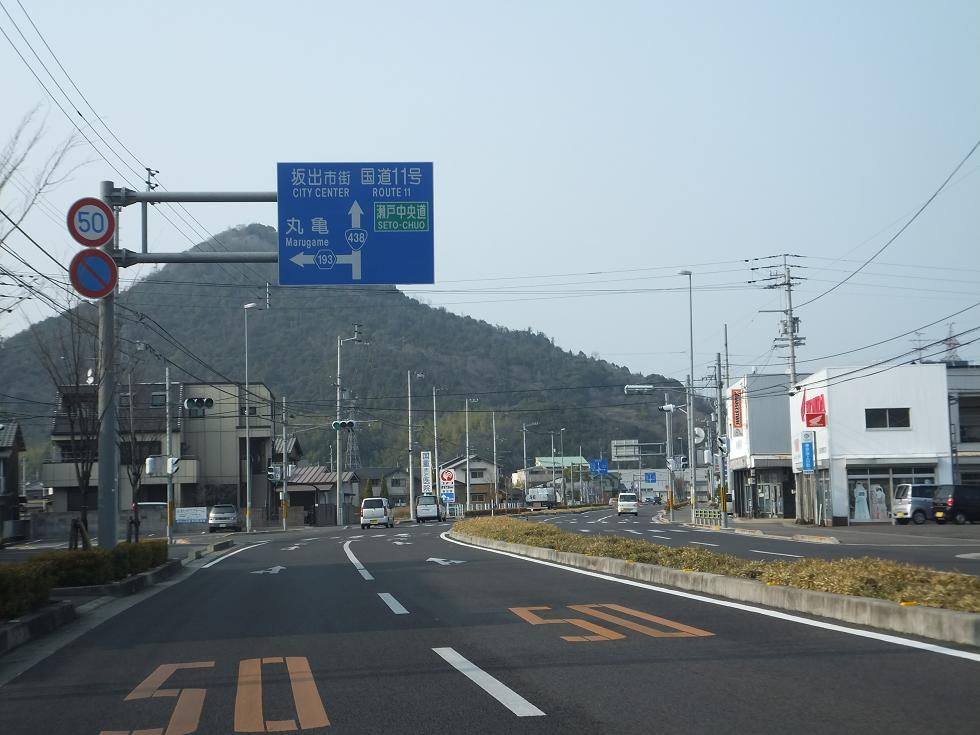
坂出市川津町

徳島県徳島市の徳島本町交差点から四国山地に向かって西進して、名西郡神山町・剣山を経由し、剣山から進路を北に変えて徳島平野西部の美馬郡つるぎ町から讃岐山脈を越え、香川県坂出市に至る一般国道の路線である。路線の総延長は約172 km。山岳地帯は細い道路が続いており、四国の国道439号と同様に、いわゆる「酷道」区間が存在することが知られている。

### 路線データ
一般国道の路線を指定する政令に基づく起終点および重要な経過地は次のとおり。
- 起点：徳島市（徳島本町交差点 = 国道11号交点、国道192号・徳島県道38号沖ノ洲徳島本町線終点、国道318号・国道439号起点）
- 終点：坂出市（川津交差点 = 国道11号交点、国道319号起点、香川県道19号坂出港線終点）
- 重要な経過地：徳島県名西郡神山町、同県美馬郡木屋平村[注釈 2]、同県三好郡東祖谷山村[注釈 3]、同県美馬郡貞光町[注釈 4]、同郡半田町[注釈 4]、香川県綾歌郡綾歌町[注釈 5]
- 総延長 : 172.2 km（徳島県 134.2 km、香川県 38.0 km）重用延長を含む。[4][注釈 6]
- 重用延長 : 3.0 km（徳島県 2.9 km、香川県 0.1 km）[4][注釈 6]
- 未供用延長 : なし[4][注釈 6]
- 実延長 : 169.2 km（徳島県 131.3 km、香川県 37.9 km）[4][注釈 6]
  - 現道 : 157.3 km（徳島県 123.5 km、香川県 33.7 km）[4][注釈 6]
  - 旧道 : 7.8 km（徳島県 6.9 km、香川県 0.9 km）[4][注釈 6]
  - 新道 : 4.1 km（徳島県 0.8 km、香川県 3.2 km）[4][注釈 6]
- 指定区間：国道192号と重複する区間（徳島県徳島市・徳島本町交差点（起点） - 元町交差点、美馬郡つるぎ町貞光 - 美馬郡つるぎ町半田）[5]

## 歴史
徳島県・香川県境の三頭峠は早くから阿波・讃岐両国の人の往来が盛んで、代表的な金毘羅街道の一つでもあったが、自動車道路としての整備は遅れていた。しかし、1997年（平成9年）に全長2,648 mの三頭トンネルが開通し、交通事情は劇的に改善した。

### 年表
- 1972年（昭和47年）3月10日 - 徳島県が徳島県道4号坂出貞光線、徳島県道22号貞光剣山線、徳島県道14号徳島剣山線として県道認定。
- 1981年（昭和56年）4月30日 - 一般国道438号（徳島市 - 坂出市）として指定公布。県道坂出貞光線を昇格させたもので、当時の徳島市 - 貞光町[注釈 4]は国道192号と重複していた。1982年（昭和57年）4月1日施行。
- 1992年（平成4年）4月3日 - 徳島市 - 貞光町[注釈 4]の経路を徳島県道22号貞光剣山線経由に変更を公布。徳島市 - 東祖谷山村[注釈 3]は国道439号（旧徳島県道14号徳島剣山線）と、木屋平村[注釈 2] - 東祖谷山村[注釈 3]は国道492号（同日指定）と重複。1993年（平成5年）4月1日施行。

## 路線状況

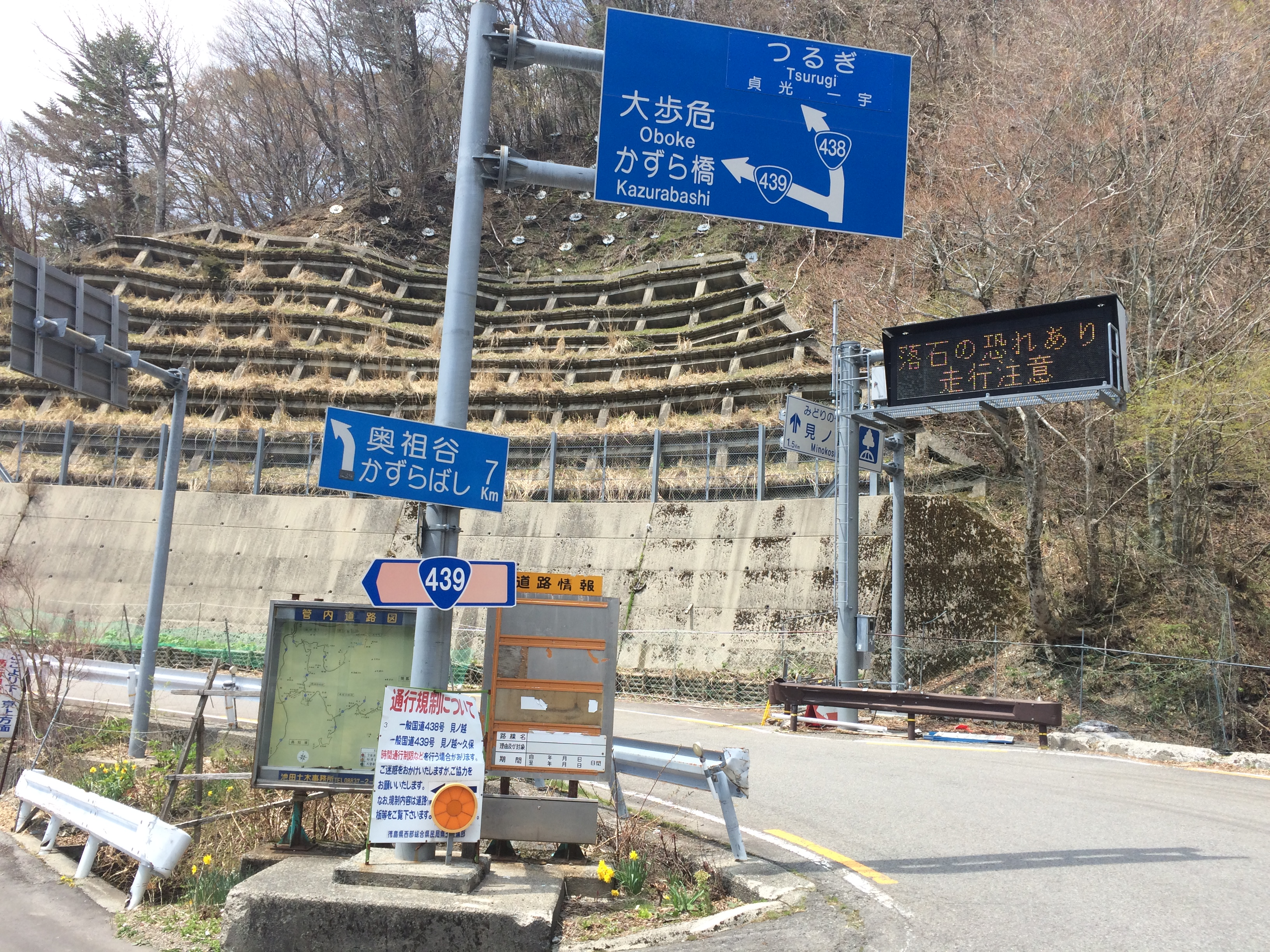
三好市東祖谷菅生
国道439号との分岐点（奥が国道438号）

起点の徳島市の本町交差点から徳島駅前の元町交差点まで国道192号と重複区間。単独区間は元町交差点からはじまり、正面に眉山と阿波おどり会館を望む徳島駅前の目抜き通りは、新町橋通りという愛称が付いている。徳島市中心部は、一部4車線（最高8車線）・電線類地中化・高機能舗装など道路整備も行き渡っており、また、朝夕は渋滞のひどい区間でもある。
佐那河内村より四国山地をすすむ山間部の道路で、神山町上分までは府能バイパスなどにより道路改良されているが、川井峠や見ノ越など峠を中心に狭隘で自動車のすれ違い困難な区間が増える。
見ノ越の剣山登山口を過ぎたところで、起点から重複していた国道439号との分岐点から北上して、つるぎ町を経て、吉野川を渡り、徳島・香川県境の三頭峠を三頭トンネルで抜けていく。つるぎ町市街郊外から三頭トンネルまでの区間は、自衛隊員が土木工事を受諾して訓練を兼ねて整備した道で、「別称 自衛隊道路」の石柱が建つ。
香川県内の大部分の区間は平坦な道が続いている。まんのう町の天川神社付近では上下線が分離しているが、これは県道時代に改良工事を行った際、神木のスギの伐採を避けた名残である。坂出市内は4車線化されている。川津交差点で国道11号と香川県道19号坂出港線に接続して国道438号は終わる。
四国山地を走る神山町 - つるぎ町間と、讃岐山脈南麓の徳島県道12号鳴門池田線交点 - 徳島・香川県境（三頭トンネル）の区間は急勾配が長距離にわたって続く「酷道」として知られる。日本百名山の剣山、剣山スキー場に向かう唯一の道路であり、交通量は多い。徳島県コリトリ - 見ノ越は冬季閉鎖される。つるぎ町の吉野川以北の区間は、徳島市から琴平に向かう最短ルートであり、2車線以上が確保されている。

### 別名・愛称
- 新町橋通り（徳島市）
- 二軒屋通り（二軒屋町）
- 上山街道
- 剣山ドライブウェイ
- 一宇街道
- 金毘羅街道
- 貞光線

### バイパス・拡幅事業
- 上八万バイパス
- 府能バイパス：新府能トンネルなど2007年（平成19年）12月26日全線開通
- 森遠・谷口バイパス：2007年（平成19年）12月4日開通
- 岡田バイパス：2015年（平成27年）3月25日開通
- 飯山バイパス
- 坂出市内拡幅工事：2007年（平成19年）1月31日完成・供用

### 重複区間
- 国道192号・国道318号（徳島県徳島市徳島本町1丁目・徳島本町交差点（起点） - 徳島市元町2丁目・元町交差点）
- 国道439号（徳島県徳島市徳島本町1丁目・徳島本町交差点（起点） - 三好市東祖谷菅生）
- 国道193号（徳島県名西郡神山町上分）
- 国道492号（徳島県美馬市木屋平 - 三好市東祖谷菅生）
- 国道192号（徳島県美馬郡つるぎ町貞光 - 美馬郡つるぎ町半田）

### 道路施設

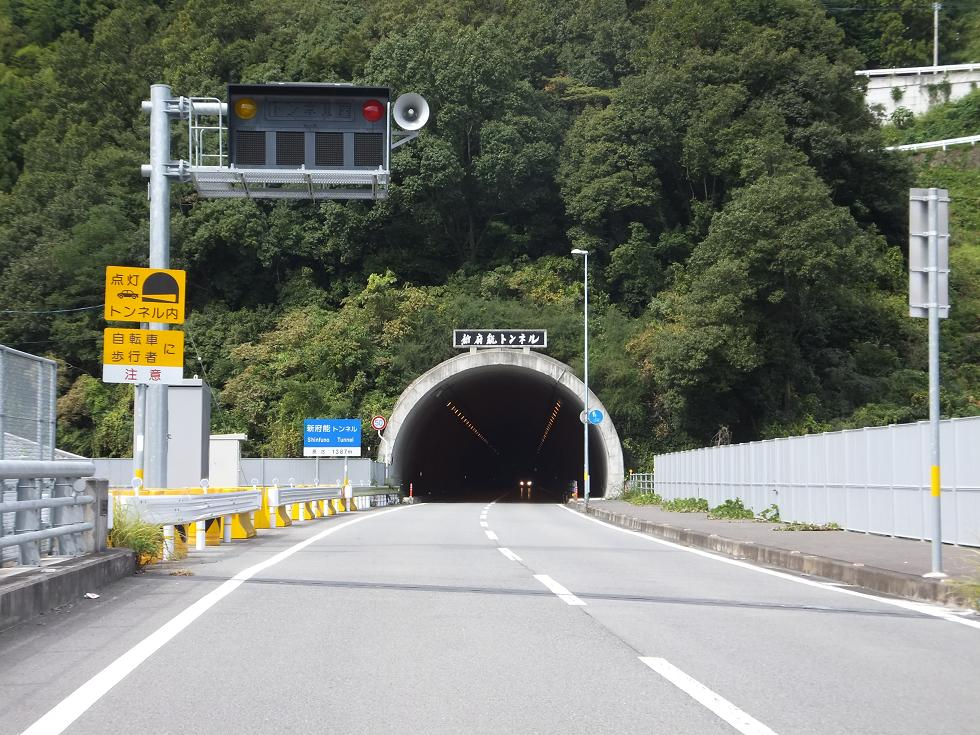
新府能トンネル

#### 橋梁
- 徳島県
  - 新町橋（新町川、徳島市）
  - 園瀬橋（園瀬川、徳島市）
  - 西地橋（園瀬川、徳島市）
  - 貞光橋（貞光川、美馬郡つるぎ町）
  - 美馬橋（延長417.7 m、1959年（昭和34年）完成、吉野川、美馬郡つるぎ町 - 美馬市）
  - 鍋倉大橋（鍋倉川、美馬市）
- 香川県
  - 炭所大橋（土器川、仲多度郡まんのう町）
  - 栄橋（大束川、丸亀市）
  - 川津橋（大束川、坂出市）
  - 城山橋（坂出市）

#### トンネル
- 徳島県
  - 新府能トンネル：延長1,387 m、幅員9.25 m、2006年（平成18年）竣工、名東郡佐那河内村 - 名西郡神山町[注釈 7]
  - 川井トンネル：延長186 m、幅員6 m、1966年（昭和41年）竣工、名西郡神山町 - 美馬市
  - 見の越トンネル：延長114 m、1966年（昭和41年）竣工、美馬市 - 三好市
  - 土釜トンネル：延長163 m：1991年（平成3年）竣工、美馬郡つるぎ町
  - 蜂須トンネル：延長386 m、2003年（平成15年）12月開通、美馬郡つるぎ町
  - 野田ノ井トンネル：延長218 m、1993年（平成5年）竣工、美馬市
  - 三頭トンネル：延長2,648 m、幅員9 m、1997年（平成9年）3月30日開通、美馬市 - 香川県仲多度郡まんのう町[注釈 7]
- 香川県
  - 美霞洞トンネル：延長190 m、1996年（平成8年）竣工、仲多度郡まんのう町

#### 道の駅
- 徳島県
  - 温泉の里神山（名西郡神山町）

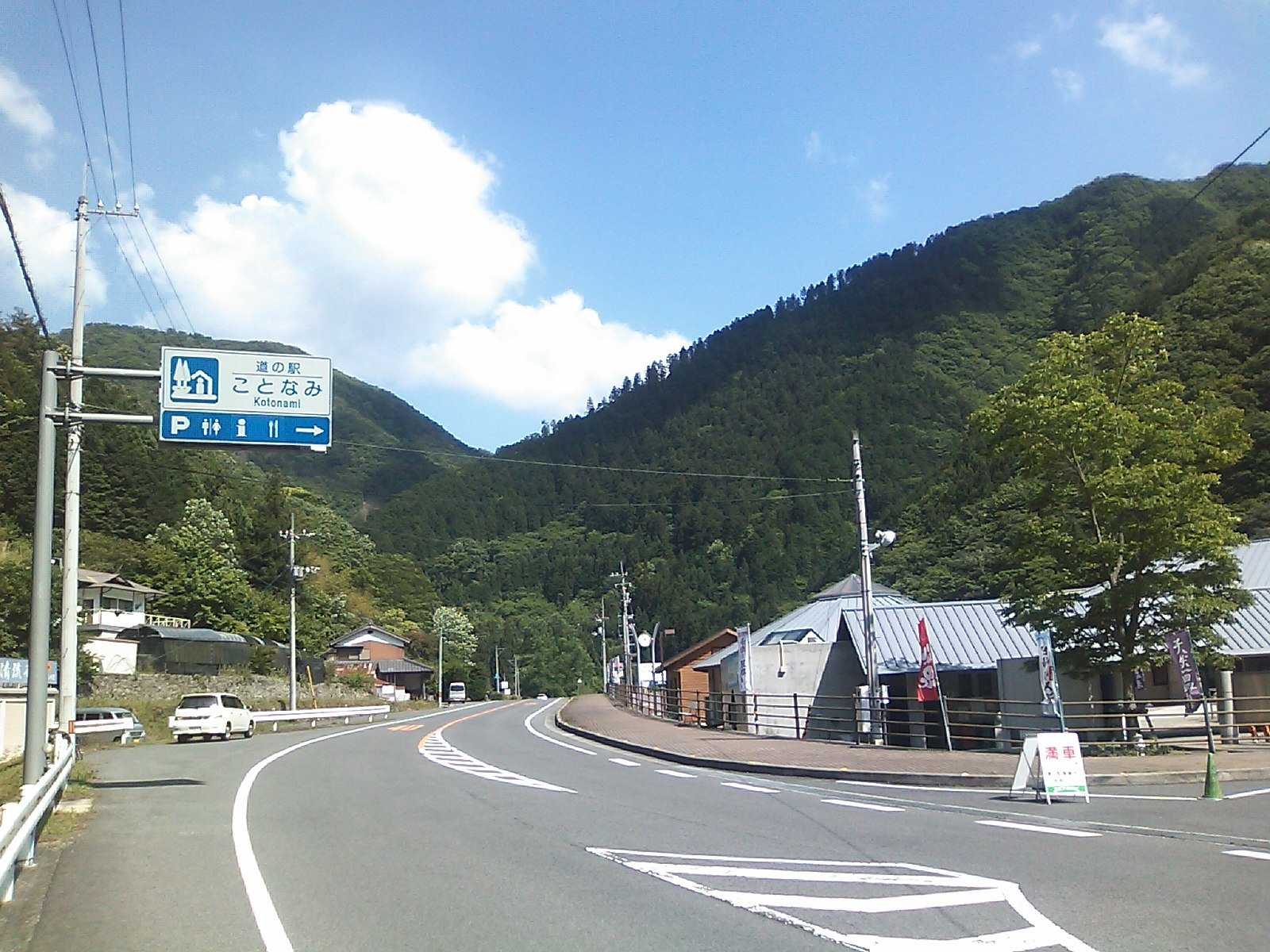
道の駅ことなみ付近

  - 貞光ゆうゆう館（美馬郡つるぎ町、国道192号重複区間内）
- 香川県
  - ことなみ（仲多度郡まんのう町）

## 地理

### 通過する自治体
- 徳島県
  - 徳島市 - 名東郡佐那河内村 - 名西郡神山町 - 美馬市 - 三好市 - 美馬郡つるぎ町 - 美馬市
- 香川県
  - 仲多度郡まんのう町 - 丸亀市 - 坂出市

### 交差する道路
| 交差する道路 | 都道府県名 | 市町村名 | 市町村名   | 交差する場所    | 交差する場所           |
| --- | ---------- | -------- | ---------- | --------------- | ---------------------- |
| 国道11号 国道28号 重複 国道192号 重複区間起点 国道318号 重複区間起点 国道439号 重複区間起点 徳島県道38号沖ノ洲徳島本町線 | 徳島県     | 徳島市   | 徳島市     | 徳島本町1丁目   | 徳島本町交差点 / 終点  |
| 国道318号 重複区間終点 国道439号 重複区間終点 徳島県道13号徳島停車場線                                                   | 徳島県     | 徳島市   | 徳島市     | 元町2丁目       | 元町交差点             |
| 徳島県道136号宮倉徳島線 重複区間起点                                                                                     | 徳島県     | 徳島市   | 徳島市     | 東大工町3丁目   | 東大工町交差点         |
| 徳島県道136号宮倉徳島線 重複区間終点                                                                                     | 徳島県     | 徳島市   | 徳島市     | 南二軒屋町1丁目 |                        |
| 徳島県道203号鮎喰新浜線                                                                                                  | 徳島県     | 徳島市   | 徳島市     | 八万町          |                        |
| 国道192号 / 徳島南環状道路                                                                                               | 徳島県     | 徳島市   | 徳島市     | 上八万町        | 上八万インターチェンジ |
| 徳島県道208号一宮下中筋線                                                                                                | 徳島県     | 徳島市   | 徳島市     | 上八万町        |                        |
| 徳島県道18号勝浦佐那河内線                                                                                               | 徳島県     | 名東郡   | 佐那河内村 | 下              |                        |
| 徳島県道21号神山鮎喰線                                                                                                   | 徳島県     | 名西郡   | 神山町     | 鬼籠野          |                        |
| 徳島県道20号石井神山線                                                                                                   | 徳島県     | 名西郡   | 神山町     | 神領            |                        |
| 徳島県道43号神山川島線                                                                                                   | 徳島県     | 名西郡   | 神山町     | 神領            |                        |
| 国道193号 重複区間起点 徳島県道253号山川海南線 重複区間起点                                                              | 徳島県     | 名西郡   | 神山町     | 上分            |                        |
| 国道193号 重複区間終点 徳島県道253号山川海南線 重複区間終点                                                              | 徳島県     | 名西郡   | 神山町     | 上分            |                        |
| 国道492号 重複区間起点                                                                                                   | 徳島県     | 美馬市   | 美馬市     | 木屋平          |                        |
| 徳島県道260号中野木屋平線                                                                                                | 徳島県     | 美馬市   | 美馬市     | 木屋平          |                        |
| 国道438号 重複区間終点 国道492号 重複区間終点                                                                            | 徳島県     | 三好市   | 三好市     | 東祖谷菅生      |                        |
| 徳島県道260号中野木屋平線                                                                                                | 徳島県     | 美馬郡   | つるぎ町   | 一宇            |                        |
| 徳島県道261号菅生伊良原線                                                                                                | 徳島県     | 美馬郡   | つるぎ町   | 一宇            |                        |
| 徳島県道304号木地屋赤松線                                                                                                | 徳島県     | 美馬郡   | つるぎ町   | 一宇            |                        |
| 徳島県道259号一宇古宮線                                                                                                  | 徳島県     | 美馬郡   | つるぎ町   | 一宇            |                        |
| 徳島県道255号端山調子野線                                                                                                | 徳島県     | 美馬郡   | つるぎ町   | 貞光            |                        |
| 徳島県道263号高清貞光線未供用                                                                                            | 徳島県     | 美馬郡   | つるぎ町   | 貞光            |                        |
| 徳島県道126号半田貞光線 重複区間起点                                                                                     | 徳島県     | 美馬郡   | つるぎ町   | 貞光            |                        |
| 徳島県道126号半田貞光線 重複区間終点                                                                                     | 徳島県     | 美馬郡   | つるぎ町   | 貞光            |                        |
| 国道192号 重複区間起点                                                                                                   | 徳島県     | 美馬郡   | つるぎ町   | 貞光            |                        |
| 国道192号 重複区間終点                                                                                                   | 徳島県     | 美馬郡   | つるぎ町   | 半田            |                        |
| 徳島県道12号鳴門池田線 重複区間起点                                                                                      | 徳島県     | 美馬市   | 美馬市     | 美馬町          | 美馬町天神交差点       |
| 徳島県道12号鳴門池田線 重複区間終点                                                                                      | 徳島県     | 美馬市   | 美馬市     | 美馬町          |                        |
| E32 徳島自動車道 | 徳島県     | 美馬市   | 美馬市     | 美馬町          | 5 美馬IC               |
| 香川県道154号久保谷塩江線                                                                                                | 香川県     | 仲多度郡 | まんのう町 | 川東            |                        |
| 香川県道・徳島県道108号勝浦三野線                                                                                        | 香川県     | 仲多度郡 | まんのう町 | 勝浦            |                        |
| 香川県道39号国分寺中通線                                                                                                 | 香川県     | 仲多度郡 | まんのう町 | 中通            |                        |
| 香川県道17号府中造田線                                                                                                   | 香川県     | 仲多度郡 | まんのう町 | 造田            | まんのう町内田交差点   |
| 香川県道199号炭所西善通寺線                                                                                              | 香川県     | 仲多度郡 | まんのう町 | 炭所西          |                        |
| 香川県道190号炭所東琴平線                                                                                                | 香川県     | 仲多度郡 | まんのう町 | 炭所西          |                        |
| 香川県道46号長尾丸亀線 香川県道197号財田まんのう線                                                                       | 香川県     | 仲多度郡 | まんのう町 | 長尾            | まんのう町長尾交差点   |
| 香川県道278号綾歌綾川線                                                                                                  | 香川県     | 丸亀市   | 丸亀市     | 綾歌町岡田下    |                        |
| 香川県道282号高松琴平線                                                                                                  | 香川県     | 丸亀市   | 丸亀市     | 綾歌町岡田下    |                        |
| 香川県道47号岡田善通寺線                                                                                                 | 香川県     | 丸亀市   | 丸亀市     | 綾歌町岡田下    |                        |
| 国道32号 | 香川県     | 丸亀市   | 丸亀市     | 綾歌町岡田下    | [ 注釈 8 ]             |
| 国道32号 | 香川県     | 丸亀市   | 丸亀市     | 綾歌町岡田上    | [ 注釈 9 ]             |
| 国道438号 / バイパス | 香川県     | 丸亀市   | 丸亀市     | 綾歌町岡田東    |                        |
| 香川県道22号善通寺綾歌線                                                                                                 | 香川県     | 丸亀市   | 丸亀市     | 飯山町下法軍寺  | 飯山町島田交差点       |
| 香川県道22号善通寺綾歌線                                                                                                 | 香川県     | 丸亀市   | 丸亀市     | 飯山町下法軍寺  | [ 注釈 9 ]             |
| 香川県道18号善通寺府中線                                                                                                 | 香川県     | 丸亀市   | 丸亀市     | 飯山町川原      | 飯山町川原交差点       |
| 香川県道18号善通寺府中線                                                                                                 | 香川県     | 丸亀市   | 丸亀市     | 飯山町川原      | [ 注釈 9 ]             |
| 国道438号 / バイパス | 香川県     | 丸亀市   | 丸亀市     | 飯山町東坂元    |                        |
| 香川県道191号富熊宇多津線 重複区間起点                                                                                   | 香川県     | 坂出市   | 坂出市     | 川津町          |                        |
| 香川県道191号富熊宇多津線 重複区間終点                                                                                   | 香川県     | 坂出市   | 坂出市     | 川津町          | 井手ノ上交差点         |
| 香川県道189号城山川津線                                                                                                  | 香川県     | 坂出市   | 坂出市     | 川津町          | 川津町六反地交差点     |
| 香川県道193号川津丸亀線                                                                                                  | 香川県     | 坂出市   | 坂出市     | 川津町          |                        |
| 国道11号 国道319号 香川県道19号坂出港線                                                                                  | 香川県     | 坂出市   | 坂出市     | 川津町          | 川津交差点 / 終点      |

### 交差する鉄道
- 高松琴平電気鉄道琴平線

### 沿線
- 阿波おどり会館
- 金刀比羅神社
- 瑜伽大権現
- 文化の森総合公園
- 神山温泉
- 剣山スキー場
- 木綿麻温泉
- 美霞洞温泉
- 国営讃岐まんのう公園

### 峠
- 徳島県
  - 府能峠（名東郡佐那河内村 - 名西郡神山町）
  - 川井峠（標高764 m、名西郡神山町 - 美馬市）
  - 見ノ越（美馬市 - 三好市）
  - 三頭越（美馬市 - 香川県仲多度郡まんのう町）